# Phyteuma serratum
Phyteuma serratum är en klockväxtart som beskrevs av Domenico Viviani. Phyteuma serratum ingår i släktet rapunkler, och familjen klockväxter.
Artens utbredningsområde är Corsica. Inga underarter finns listade i Catalogue of Life.